# Makole
vodovje
Makole, nemško nekdaj Maxau, so naselje na zahodnem obrobju Haloz in sedež istoimenske občine, na severovzhodu Slovenije. Nahajajo se v dolini reke Dravinje, ter spadajo pod Štajersko pokrajino.

## Zgodovina
Makole se kot vas prvič omenjajo leta 1375, kasneje pa so dobile pravice trga. Kulturni znamenitosti v naselju sta župnijska cerkev sv. Andreja in poznogotska cerkev sv. Lenarta, Skozi naselje teče Jelovški potok, ki se nedaleč stran izliva v Dravinjo.
Na 487 m visokem griču nad Makolami stoji »Stari grad Štatenberg« , na drugi strani dravinjske doline pa dvorec Štatenberg.  Okoliške naravne znamenitosti so še soteska in plezališče »Šoder graben«, kraška jama Belojača, ki je s 550 m najdaljša jama na območju Haloz, in brezno pri Domišaku.
Ob lokalni cesti je urejena Forma viva, za katero skrbi KUD Forma viva Makole.

### NOB
V Makolah in okolici je 1941 in 1942 delovalo več skupin OF, povezanih z narodnoosvobodilnim gibanjem v Mariboru in Rogaški Slatini. Okupator je poleti 1942 odkril sodelavce osvobodilnega gibanja, jih aretiral, 9 ustrelil, preostale pa poslal v koncentracijska taborišča. V bližini Makol je okupator 6. februarja 1945 uničil kurirsko postajo in pobil 8 kurirjev.

## Znamenitosti
Župnijska cerkev je posvečena sv. Andreju in spada pod nadškofijo Maribor. Cerkev je gotska in se prvič omenja leta 1441, v 18. stoletju pa je bila prenovljena v baročnem slogu.

## Galerija
- Župnijska cerkev sv. Andreja
- Župnijska cerkev sv. Andreja
- Pogled na občinsko stavbo in podružnično cerkev
- Makole Forma Viva